# Sympycnus audax
Sympycnus audax är en tvåvingeart som beskrevs av Octave Parent 1932. Sympycnus audax ingår i släktet Sympycnus och familjen styltflugor.
Artens utbredningsområde är Bolivia. Inga underarter finns listade i Catalogue of Life.